# Casa di Anicetus

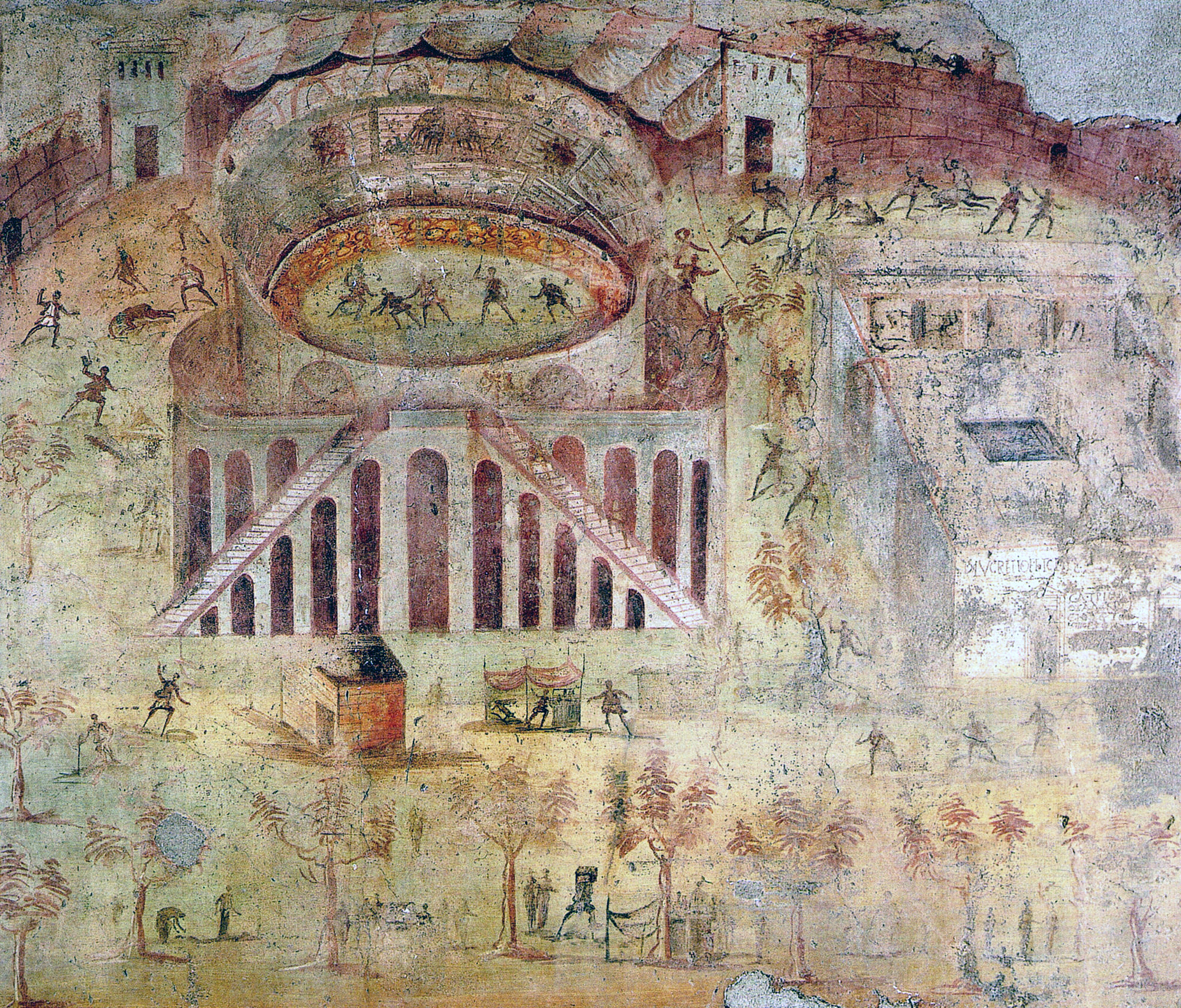
Darstellung des Amphitheaters von Pompeji

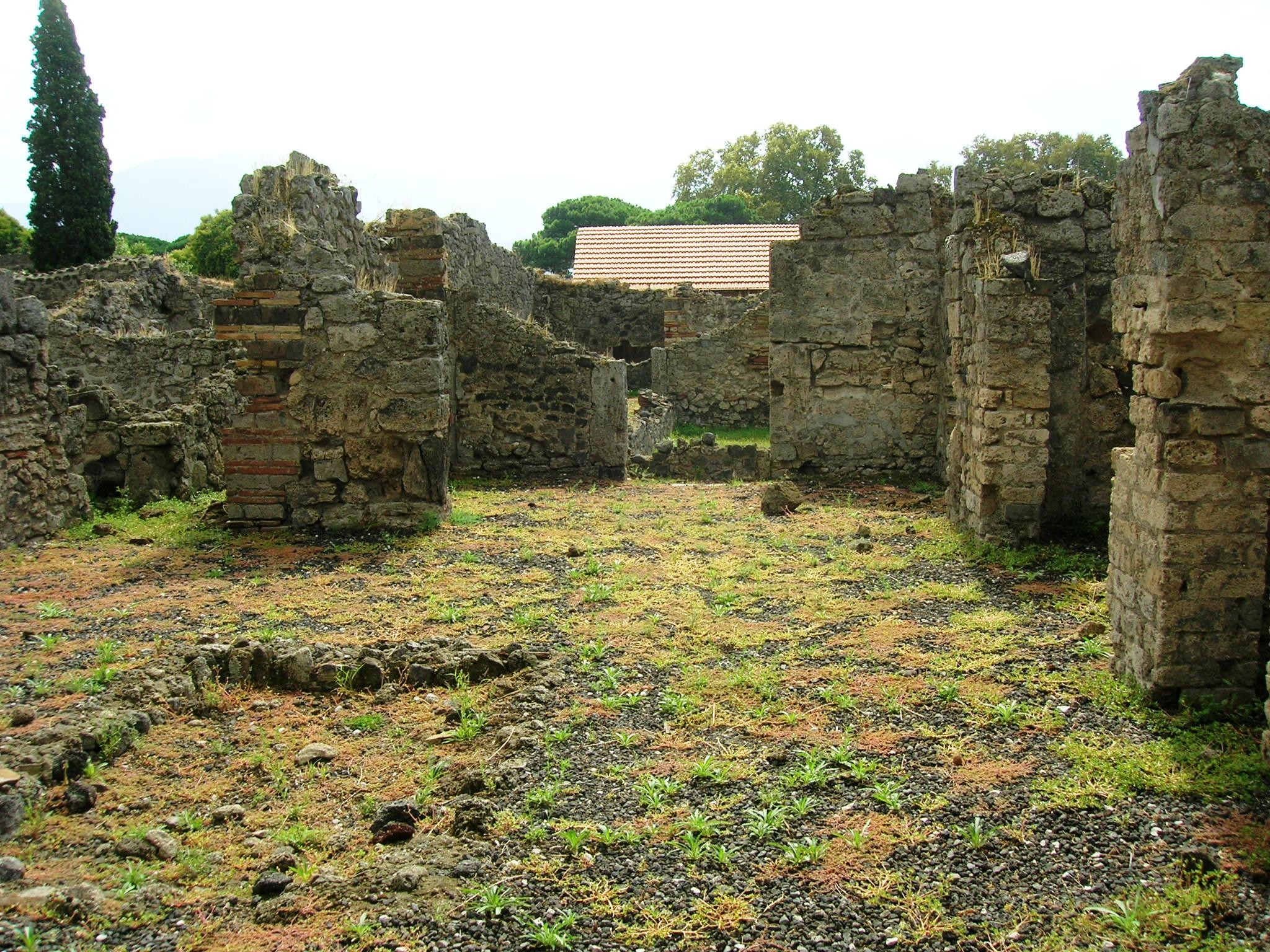
Ruines des Hauses

Bei der Casa di Anicetus (Haus des Anicetus, auch Haus des Gladiatoren Actius Anicetus) handelt es sich um ein Wohnhaus in Pompeji (I.3.23). Es ist vor allem durch ein Wandgemälde bekannt, das das Amphitheater von Pompeji zeigt. Das Bild befindet sich heute im Archäologischen Nationalmuseum Neapel. Der Name des eventuellen Hauseigentümers befand sich in einem Graffito auf der Fassade des Hauses.

## Beschreibung
Das Haus wurde um 1868 ausgegraben. Sein Eingang ist mit einfachen Tuffkapitellen dekoriert. Der einst zweigeschossige Bau besitzt ein toskanisches Atrium und dahinter ein Peristyl. Einige Nebenräume waren im 1. Stil dekoriert, doch ist davon heute nur noch wenig erhalten. Die Wände des Peristyls waren bemalt und zeigten Athleten. Besonders hervorzuheben ist die Darstellung des Amphitheaters von Pompeji. Tacitus berichtet, dass es dort im Jahr 59. n. Chr. zu blutigen Krawallen zwischen Pompejanern und Zuschauern aus Nuceria gekommen sei, die hier offensichtlich dargestellt sind. Das Bild wurde schon früh aus der Wand geschnitten und nach Neapel gebracht.
Das Bild zeigt im Zentrum das Amphitheater. Drumherum findet sich viel freier Raum. Es sind Bäume abgebildet und auch Verkaufsstände. Im Hintergrund sieht man die Stadtmauer, rechts die Palästra. Überall sind Kämpfe ausgebrochen, nicht nur in der Arena. Auf der Pälastra sind Inschriften lesbar, die Kaiser Nero und Decimus Lucretius ehren.